# Пічкур дунайський

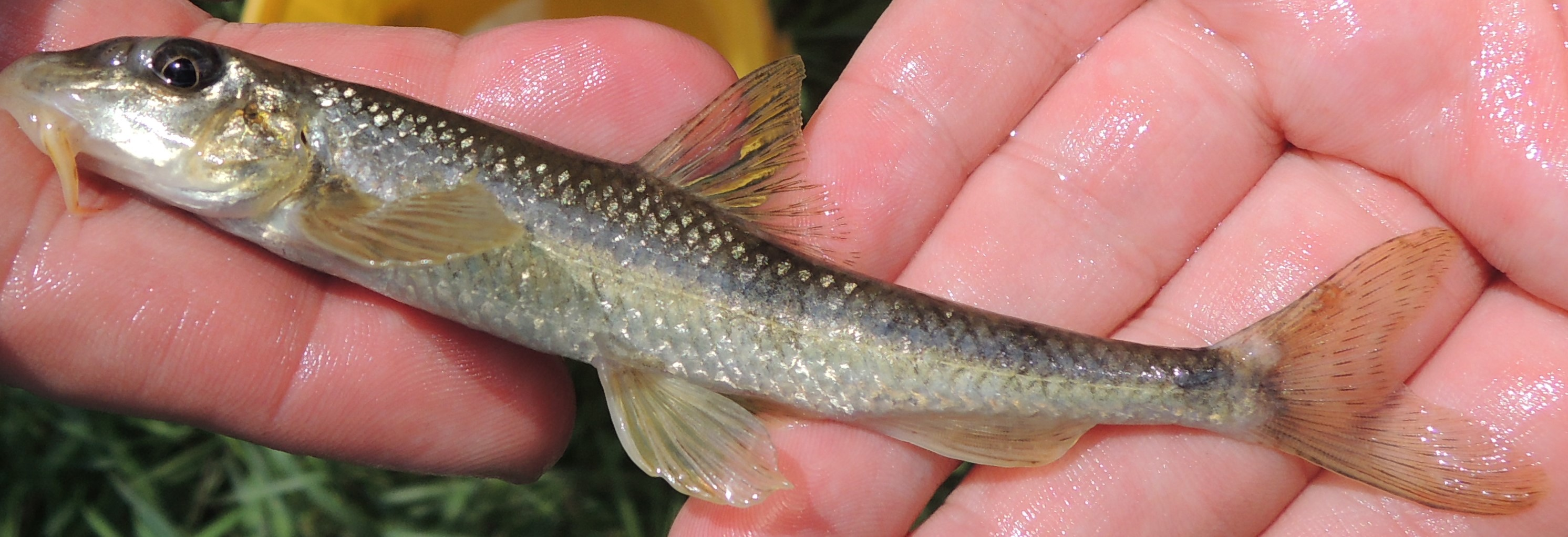
Пічкур дунайський

Пічкур дунайський, або пічкур-білопер дунайський (Romanogobio uranoscopus) — невелика прісноводна річкова риба невеликих мілководних річок передгірної зони.
Один з близько 20-ти видів роду, один з 7-ми видів роду в фауні України. Раніше в Україні вид розглядався у ранзі підвиду Пічкур дунайський довговусий — R. uranoscopus friči (Vladykov, 1925). Занесений до Червоної книги України як зникаючий вид.

## Зовнішня будова
Тіло видовжене, низьке, не сплюснуте з боків. Хвостове стебло довге, тонке, майже циліндричне, його висота завжди менша за ширину. Груди і горло повністю вкриті лускою. Вусики довгі, виходять за задній край ока і зазвичай досягають заднього краю передкришки. Найбільша довжина тіла 11-12 см, маса до 30 г, тривалість життя близько 5-6 років. Верхня частина тіла від зеленкувато-сірого до червонувато-коричневого кольору, нижче світлішає до жовтуватого на череві. Позаду спинного плавця 2-3 поперечні темні плями. 7-10 великих округлих темних плям розташовані вздовж бічної лінії, по одній добре помітній білуватій або жовтуватій плямці є вище і нижче основи хвостового плавця з кожного боку, а на спинному і хвостовому плавцях по два ряди темних плямочок.

## Поширення
Ендемік басейну Дунаю. В Україні відзначений в річках Закарпаття (Ріці, Боржаві, Тересві, Шопурці) та Буковини (Сіреті).

## Особливостібіології
Прісноводна річкова донна риба невеликих стрімких, добре насичених киснем, чистих мілководних річок передгірської зони, яка дуже чутлива до забруднення води. Зазвичай тримається поодинці або маленькими групами. Завдяки досить пістрявому забарвленню добре маскується серед дрібного або середнього за розмірами каміння на глибині 0,5-1 м, де майже не рухаючись може залишатися практично весь світловий день. Розмноження відбувається в травні-червні. Нерест порційний, починається при температурі води 11,5°С і відбувається в прибережних ділянках з помірною течією на глибинах 7-20 см. Ікра клейка. Живиться діатомовими та іншими водоростями і дрібними бентичними тваринами (червами, личинками комах тощо).

## Охорона
На більшій частині ареалу стан природних популяцій виду залишається більш-менш стабільним. Саме тому він, згідно Червоного списку МСОП, отримав охоронну категорію «відносно благополучний вид». Але в окремих регіонах спостерігається тенденція до зниження чисельності популяції виду. Тому пічкур дунайський занесений до Червоної книги України (охоронна категорія: зникаючий вид), Резолюції 6 Бернської конвенції, для яких Україна створює Смарагдову мережу, Додатку ІІІ цієї ж конвенції (охоронна категорія: види фауни, що підлягають охороні), а також до Директиви Європейського Союзу 92/43/ЄС «Про збереження природних оселищ та видів природної фауни і флори» (Додаток II. Види рослин і тварин, що становлять особливий інтерес для Європейського Союзу, збереження яких потребує створення територій особливої охорони).
Чисельність та причини її зміни в Україні. Дуже низька. Виявлено поодинокі особини в р. Ріці, Боржаві, Шопурці та Сіреті. Причини зміни чисельності невідомі, імовірно, завжди був нечисленним.
Режим збереження популяцій та заходи з охорони.
Заборона вилову, виявлення типових місць перебування і встановлення в них заповідного режиму, зокрема, встановити заповідний режим на річках Ріка й Сірет.

## Практичне значення
Промислового значення не має.